# Višvanáth Pratáp Singh
Višvanat Pratap Singh (25. června 1931 – 27. listopadu 2008) byl indický politik. V letech 1989–1990 byl premiérem Indie, 1984–1987 ministrem financí, roku 1987 a v letech 1989–1990 ministrem obrany. V letech 1980–1982 stál v čele vlády indického státu Uttarpradéš, 1989–1990 v čele státní plánovací komise. Byl představitelem strany Janata Dal.